# Changzhou
Changzhou (chiń. 常州; pinyin Chángzhōu) – miasto o statusie prefektury miejskiej we wschodnich Chinach, w prowincji Jiangsu, port nad Wielkim Kanałem, na południowym brzegu Jangcy. W 2010 roku liczba mieszkańców miasta wynosiła 1 000 831. Prefektura miejska w 1999 roku liczyła 3 397 108 mieszkańców. Ośrodek przemysłu bawełnianego, maszynowego i spożywczego.
W znajdującej się w Changzhou świątyni Tianning można podziwiać najwyższą na świecie buddyjską pagodę.

## Miasta partnerskie
- Jelenia Góra, Polska